# Rekurrenter Punkt
Die Begriffe der rekurrenten Punkte und rekurrenten Orbits werden in der mathematischen Theorie der (maßerhaltenden oder sogar stetigen) dynamischen Systeme verwendet. Anschaulich bedeutet die Rekurrenz eines Punktes unter einem Fluss (oder allgemeiner einer Gruppenwirkung), dass dieser Punkt unendlich oft in die Nähe seiner Ausgangsposition zurückkehrt.

## Definition
Wir geben zunächst die Definition für diskrete dynamische Systeme, anschließend die sehr ähnlichen Definitionen für kontinuierliche dynamische Systeme (Flüsse) und für allgemeine Gruppenwirkungen.
Notationen: Eine Gruppenwirkung einer Gruppe {\displaystyle G} auf einem metrischen Raum {\displaystyle (X,d)} ist gegeben durch eine Abbildung {\displaystyle \Phi \colon G\times X\to X}, wobei man das Bild von {\displaystyle (g,x)} mit {\displaystyle gx} bezeichnet. Diskrete dynamische Systeme entsprechen dem Spezialfall {\displaystyle G=\mathbb {Z} } und Flüsse dem Spezialfall {\displaystyle G=\mathbb {R} }. Im Fall {\displaystyle G=\mathbb {Z} } bezeichnen wir mit {\displaystyle T\colon X\to X} die Abbildung {\displaystyle x\mapsto \Phi (1,x)} und mit {\displaystyle T^{n}\colon X\to X} deren {\displaystyle n}-te Iteration für {\displaystyle n\in N}, also die Abbildung {\displaystyle x\mapsto \Phi (n,x)}. Im Fall kontinuierlicher dynamischer Systeme (Flüsse) bezeichnen wir {\displaystyle \phi _{t}(x):=\Phi (t,x)} für {\displaystyle t\in \mathbb {R} } und {\displaystyle x\in X}.

### Diskrete dynamische Systeme
Es sei {\displaystyle (X,T)} ein diskretes dynamisches System. Ein Punkt {\displaystyle x\in X} heißt rekurrent, wenn es zu jedem {\displaystyle \epsilon >0} unendlich viele {\displaystyle n\in \mathbb {N} } mit
{\displaystyle d(x,T^{n}x)<\epsilon }
gibt.
Äquivalent: es gibt eine Teilfolge {\displaystyle (n_{j})_{j}\subset \mathbb {N} } mit
{\displaystyle \lim _{j\to \infty }T^{n_{j}}x=x}.
Der Orbit eines rekurrenten Punktes wird als rekurrenter Orbit bezeichnet.

### Kontinuierliche dynamische Systeme
Es sei {\displaystyle (\phi _{t}\colon X\to X)_{t\in \mathbb {R} }} ein Fluss. Ein Punkt {\displaystyle x\in X} heißt rekurrent, wenn es zu jedem {\displaystyle \epsilon >0} eine gegen unendlich gehende Folge {\displaystyle t_{i}\to \infty } mit
{\displaystyle d(x,\phi _{t_{i}}x)<\epsilon }
gibt.
Äquivalent: es gibt eine gegen unendlich gehende Folge {\displaystyle t_{i}\to \infty } mit
{\displaystyle \lim _{i\to \infty }\phi _{t_{i}}x=x}.

### Gruppenwirkungen
Es sei {\displaystyle \Phi \colon G\times X\to X} eine Gruppenwirkung. Ein Punkt {\displaystyle x\in X} heißt rekurrent, wenn es zu jedem {\displaystyle \epsilon >0} eine Folge {\displaystyle g_{n}} paarweise unterschiedlicher Elemente aus {\displaystyle G} mit
{\displaystyle \lim _{n\to \infty }d(x,g_{n}x)=0}
gibt. Die Gruppenwirkung heißt rekurrent, wenn die rekurrenten Punkte dicht liegen.

### Maßerhaltende dynamische Systeme
Für maßerhaltende dynamische Systeme kann die Rekurrenzbedingung auch wie folgt formuliert werden. Es sei {\displaystyle (X,\Sigma ,\mu )} ein Maßraum und {\displaystyle f\colon X\to X} eine maßerhaltende Abbildung. Die Abbildung heißt rekurrent, wenn es für jede Menge {\displaystyle A\subset X} mit {\displaystyle \mu (A)>0} und für {\displaystyle \mu }-fast alle {\displaystyle x\in A} unendlich viele {\displaystyle n\in \mathbb {Z} } mit {\displaystyle f^{n}(x)\in A} gibt.
Analog kann man Rekurrenz für maßerhaltende Wirkungen einer beliebigen Gruppe definieren. Die Wirkung einer Gruppe {\displaystyle G} heißt rekurrent, wenn für jede Menge {\displaystyle A\subset X} mit {\displaystyle \mu (A)>0} und für {\displaystyle \mu }-fast alle {\displaystyle x\in A} die Menge
{\displaystyle g\in G\colon gx\in A}
nicht relativ kompakt ist.

## Spezialfälle
Spezialfälle rekurrenter Punkte sind
- Fixpunkte
- Periodische Punkte
- Fast-periodische Punkte, d. h. {\displaystyle x\in X}, so dass für alle {\displaystyle \epsilon >0} die Menge {\displaystyle \left\{n\in \mathbb {N} \colon d(x,T^{n}x)<\epsilon \right\}} eine syndetische Menge ist, also beschränkte Lücken hat.
- Wenn der Orbit von {\displaystyle x} dicht liegt, dann ist {\displaystyle x} rekurrent.

## Birkhoffscher Rekurrenzsatz
Jedes stetige dynamische System auf einem kompakten Raum hat fast-periodische und demzufolge rekurrente Punkte.

## Poincaréscher Rekurrenzsatz
Der Poincarésche Rekurrenzsatz besagt: Wenn {\displaystyle X} endliches Volumen hat, dann hat jede maßerhaltende Abbildung {\displaystyle f\colon X\to X} rekurrente Punkte. Weiterhin hat die Menge der rekurrenten Punkte volles Maß, d. h. {\displaystyle \mu (R(f))=\mu (X)}.
Dieser Satz hat eine allgemeinere Version für maßerhaltende Gruppenwirkungen. Sei {\displaystyle G} eine nicht-kompakte, lokal-kompakte Gruppe, die das zweite Abzählbarkeitsaxiom erfüllt und die auf einem Maßraum {\displaystyle (X,\sigma ,\mu )} mit {\displaystyle \mu (X)<\infty } wirke. Dann ist die Wirkung rekurrent.

## Beispiele
- Sei {\displaystyle X=S^{1}} und {\displaystyle f\colon X\to X} eine Drehung, dann ist jeder Punkt rekurrent.
- Sei {\displaystyle G} eine topologische Gruppe und {\displaystyle \Gamma \subset G} ein kokompaktes Gitter. Sei {\displaystyle g\in Z(G)\subset G} ein Element aus dem Zentrum von {\displaystyle G}. Die Abbildung

{\displaystyle x\to gx}
definiert ein dynamisches System auf {\displaystyle G/\Gamma } und aus dem Birkhoffschen Rekurrenzsatz folgt, dass jeder Punkt rekurrent ist.
- Anwendung des vorhergehenden Beispiels mit {\displaystyle G=\mathbb {R} ^{d}} und {\displaystyle \Gamma =\mathbb {Z} ^{d}} ergibt den Approximationssatz von Kronecker.

## Eigenschaften
- Jeder rekurrente Punkt ist nichtwandernd.
- Die Menge {\displaystyle R(f)} der rekurrenten Punkte ist invariant unter {\displaystyle f}. Ihr Abschluss ist die Birkhoff-Menge (engl.: Birkhoff center).
- Poisson-Stabilität: Die Eigenschaft eines Punktes rekurrent zu sein ist stabil unter geringfügigen Änderungen des dynamischen Systems.